# One More Chance (Madonna)
One More Chance è un singolo della cantautrice statunitense Madonna, pubblicato solo in Europa nel 1996.
Si tratta di una ballata cantata in stile acustico, pubblicata nella raccolta di ballate Something to Remember, uscita nel 1995. One More Chance, I Want You (duetto con i Massive Attack) e You'll See sono i tre inediti contenuti nel disco.
Il singolo raggiunse l'undicesima posizione nelle classifiche musicali del Regno Unito.

## Classifiche
| Classifica (1996) | Posizione massima |
| ----------------- | ----------------- |
| Australia         | 35                |
| Italia            | 2                 |
| Finlandia         | 12                |
| Svezia            | 39                |
| Regno Unito       | 11                |